# Nephrotoma parascutellata
Nephrotoma parascutellata är en tvåvingeart som beskrevs av Alexander 1936. Nephrotoma parascutellata ingår i släktet Nephrotoma och familjen storharkrankar. Inga underarter finns listade i Catalogue of Life.